# Comme des Garçons
Comme des Garçons (яп. コム・デ・ギャルソン, Komu de Gyaruson), в перекладі з французької «як хлопчик» — це японський бренд одягу створений дизайнеркою Рей Кавакубо, разом з її чоловіком Адріаном Йоффе.
Comme Des Garcons базується в Токіо, а також в престижному Place Vendôme в Парижі, в якому вони показують свої основні колекції під час Тижня моди в Парижі.
Флагманський магазин компанії знаходиться в Токійському районі Аояма. Також розроблена концепція торгових музеїв «Museum Comme des Garçons» та «10 Corso Como Comme des Garçons» в Токіо, та магзини в містах Кіото, Осака та Фукуока. По всьому світу працюють традиційні бутіки Comme des Garçons на Фобур Сент-Оноре в Парижі, на 22-й вулиці в Нью-Йорку, та в Гонконгу, Пекіні, Бангкоку, Сеулі, Сінгапурі і в Манілі.

## Історія

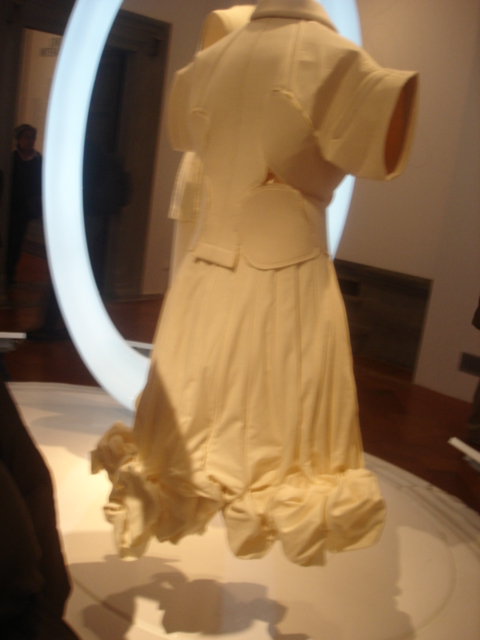
Сукня Comme Des Garcons на виставці в 2007 році в музеї у Флоренції, Італія

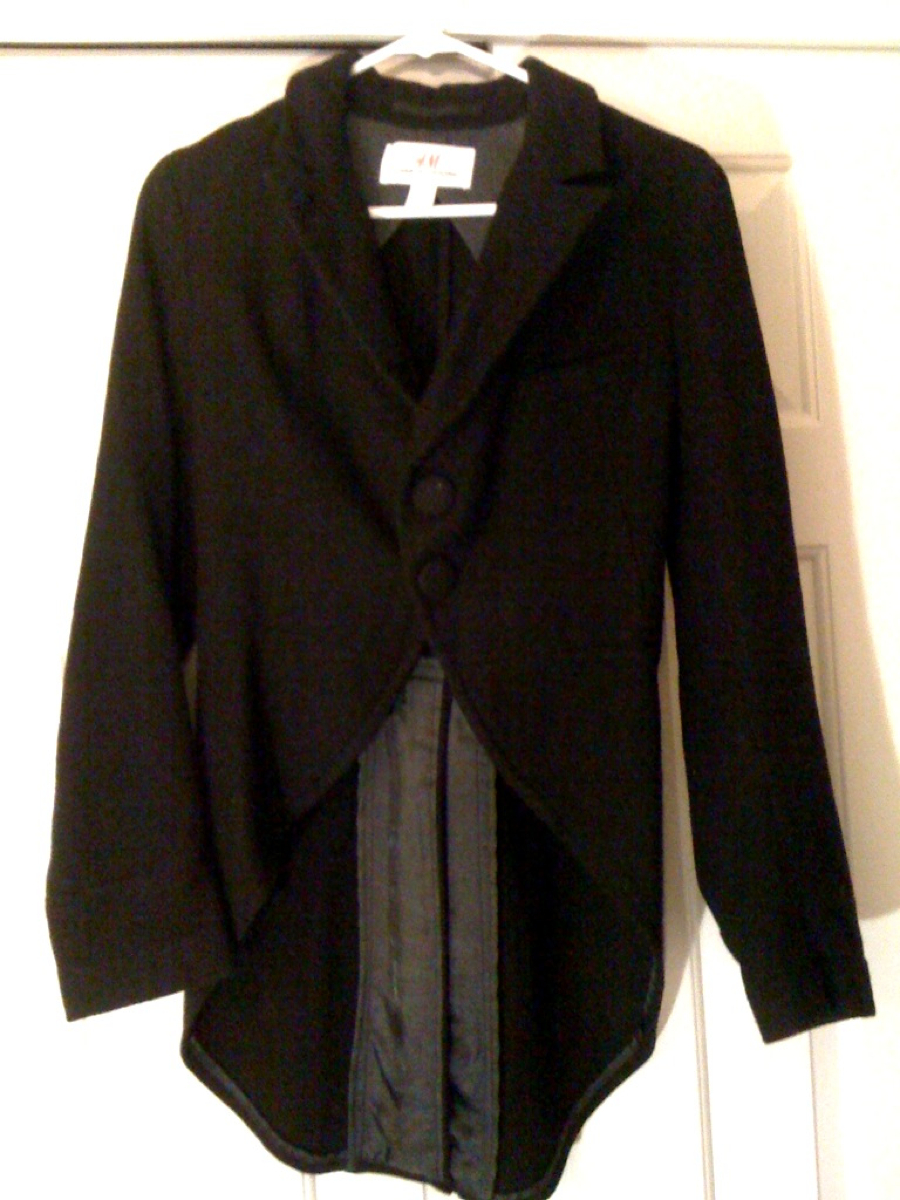
Смокінг Comme des Garçons і H&M 2009 рік

Бренд був заснований в Токіо молодою дизайнеркою Рей Кавабуко 1969 року, зареєстрована як компанія Comme Des Garcons Co. Ltd в 1973 році. Він став популярним в Японії в 1970-і роки, лінійка чоловічого одягу була випущена в 1978 році. В 1981 році Comme Des Garcons дебютували на показі моди в Парижі.

## Виставки
Після дебюту Париж, Comme Des Garcons опублікували фотографії зроблені Петером Ліндбергом в Центрі Жоржа Помпіду в Парижі в 1986 році. У 1990 році була проведена виставка скульптур. У 2005 році відкрита виствка в Шінджюку, Токіо.
У серпні 2010 року Comme Des Garcons відкрили шести рівневий флагманський магазин в Сеулі, Південна Корея, площею 19000 квадратних футів (1800 м2), це була перша виставкова арт-зала за межами Японії.

## Мода
Колекції Comme Des Garcons розробляють в студії в Аоямі, Токіо. Виробництвом займаються швейні підприємства Японії, Франції, Іспанії та Туреччини. Колекцію весна-літо 1997 часто називають «lumps and bumps». Це призвело до співпраці, в 1997 році, між Рей Квабуко і Нью-Йоркським хореографом Мерсом Каннінгемом під назвою «Scenario».
Comme Des Garcons співпрацювали з різними іншими лейблами протягом багатьох років, включаючи: Fred Perry, Levi's Converse All Star [Архівовано 11 лютого 2022 у Wayback Machine.], Speedo, Nike, Moncler, Lacoste, Cutler and Gross, Chrome Hearts, Hammerthor, S. N. S. Herning, Louis Vuitton, Supreme, та багатьма іншими. Коллборація між Comme des Garçons та H&M вийшла осінню 2008 року.
Примітно, що Бйорк носить Comme Des Garcons в кліпі «Ізобель». Також одяг Comme des Garçons можна побачити в таких знамитостей як: Lady Gaga, Метью Белламі, Alexander McQueen, Krikor Jabotian, Хлоя Севіньї, Kanye West, Usher, Тільда Свінтон, Herb Ritts, Тетяна Сорокко, Карл Лагерфельд, Heidi Albertsen, Мері-Кейт та Ешлі Олсен, Vincent Ng, Selma Blair, Leila Aldik, Drake, Джо Джонас, ASAP Rocky, 2 Chainz. Джон Вотерс.

## Лінійки одягу Comme des Garçons

### Дизайнер Рей Кавакубо
- Comme des Garçons — головна лінійка жіночого одягу (випущена 1973)
- Comme des Garçons Noir — Тотально чорна колекція жіночого одягу (випущена 1987)
- Comme des Garçons Comme Des Garçons — (a.k.a. 'Comme Comme') Жіноча колекція (since 1993)
- Comme des Garçons Homme Plus — Головна колекція чоловічого одягу (випущена 1984)
- Comme des Garçons Homme Plus Sport — Субколекція спортивного одягу спільно з Homme Plus
- Comme des Garçons Homme Plus Evergreen — Субколекція спортивного одягу спільно з Homme Plus, перевипуск старої колекції(випущена 2005)
- Comme des Garçons Homme Deux — Перевипуск колекції чоловічого одягу (випущена 1987)
- Comme des Garçons SHIRT — Колекція футболок (випущена 1988)
- Comme des Garçons SHIRT Girl
- Comme des Garçons SHIRT Boy (випущена 2015)
- Comme des Garçons Girl (випущена 2015)
- Play Comme des Garçons — Колекція фуличного одягу випущена в коллаборації з Нью-Йоркським художником Філліпом Паговскі.
- BLACK Comme des Garçons — Унісекс лінійка, з більш низькою ціною, спочатку створювалась через спад популярності в 2008 році також продається в фірмових BLACK pop-up магазинах.

### Дизайнер Junya Watanabe
- Comme des Garçons Homme — Чоловічий одяг Японська лінійка (випущена 1978)
- Comme des Garçons Robe de Chambre — Жіночий одяг Японська лінійка (невипущена)
- Junya Watanabe Comme des Garçons — Жіночий одяг (випущена 1992)
- Junya Watanabe Comme des Garçons Man — Чоловічий одяг (випущена 2001)
- Junya Watanabe Comme des Garçons Man Pink — Жіночий одяг (невипущена)

### Дизайнер Тао Куріхара
- Tao Comme des Garçons — Жіночий одяг (створена в 2005, зупинена навесні 2011)
- Tricot Comme des Garçons — Колекція в'язаного жіночого одягу

### Дизайнер Фуміто Ганрю
- Ganryu Comme des Garçons

### Дизайнер Кеї Ніномія
- Noir Kei Ninomiya — лінійка жіночого одягу (випущена в 2013 році), Ніномія був колишнім патерн-мейкером CDG

### Аксесуари
- Comme des Garçons Edited — спеціальні айтеми створені для Японських магазинів
- Comme des Garçons Pearl — Ювелірні вироби (випущена 2006)
- Comme des Garçons Parfum — (випущена 1994)
- Comme des Garçons Parfum Parfum
- Comme des Garçons Wallet
- Speedo Comme des Garçons — Коллаборація купальників (випущена 2005)
- Hammerthor Comme des Garçons Shirt — Коллаборація нижньої білизни (випущена 2007)

### Інші
- Comme des Garçons Peggy Moffitt
- Comme des Garçons Six — Дворічний журнал (з 1988 по 1991)
- Дизайнерська співпраця звідомим брендами — e.g., J.Crew, Levi's, Lacoste, Fred Perry, The North Face, Nike, Inc., Monocle, H&M, Undercover, Visvim, Chrome Hearts, 10.Corso.Como, Kaws, Louis Vuitton, etc.